# Zentralverband Sanitär Heizung Klima

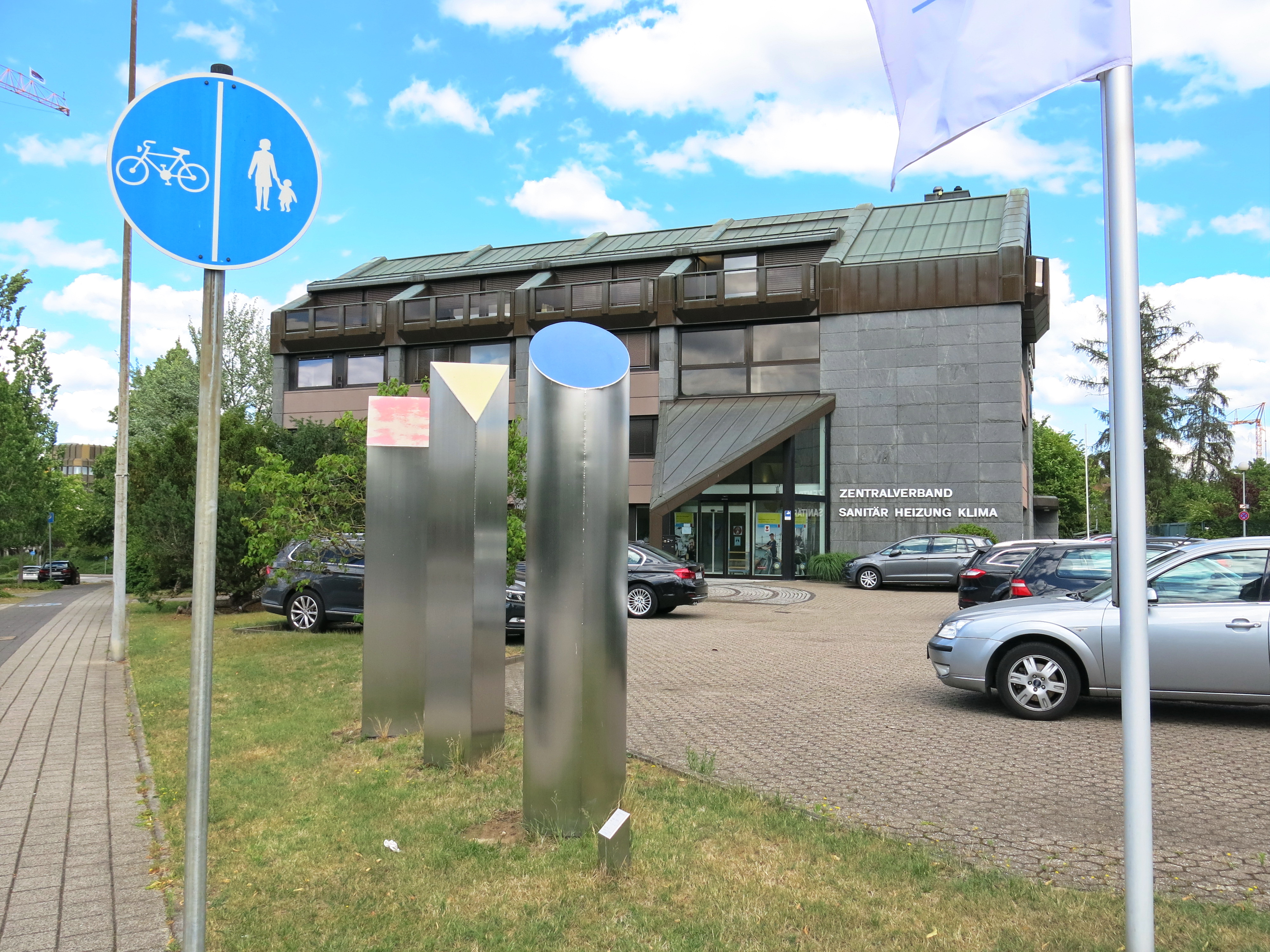
Sitz des Verbandes in Sankt Augustin (2020)

Der Zentralverband Sanitär Heizung Klima/Gebäude- und Energietechnik Deutschland (ZVSHK/GED) ist Standesorganisation, Wirtschaftsverband und Interessenvertretung des SHK-Handwerks in Deutschland.
Der Zentralverband ist der größte nationale Verband in der Europäischen Union für die Planung, den Bau und die Unterhaltung gebäudetechnischer Anlagen mit einem Schwerpunkt in der Energie- und Wassertechnik. Seine Aufgabe als Rationalisierungsverband schließt die Förderung, Prüfung und Durchführung von Normungs-, Typisierungs- und Spezialvorhaben ein.
Der Verband ist Vertreter mittelständischer Interessen. Mit dieser Zielsetzung tritt er in den Dialog mit den Entscheidungsträgern in Politik, Wirtschaft und Wissenschaft. Er betreibt Lobbyarbeit im Interesse seiner Handwerksklientel. Das SHK-Handwerk in Deutschland umfasst rund 50.000 Fachbetriebe.

## Aufgaben

### Interessenvertretung
Der Zentralverband an der Spitze der SHK-Organisation vertritt die Interessen seiner Mitgliedsbetriebe gegenüber der Wirtschaft, der Industrie, der Politik und auch der Wissenschaft. Er engagiert sich insbesondere in der Mittelstandspolitik und der Handwerkspolitik. Als Vertreter der größten Gruppe des installierenden Gewerbes positioniert der Zentralverband die Innungsbetriebe in der Öffentlichkeit als Kompetenzträger einer modernen und innovativen Gebäudetechnik. Energieeffizienz, Umweltschutz, Modernisierung, Komfort und Hygiene stehen hierbei im Fokus der Verbandskommunikation.

### Absatzförderung
Die Absicherung und Förderung des Markterfolges der Innungsbetriebe ist eine der wichtigsten Aufgaben im Selbstverständnis und in der täglichen Arbeit des Zentralverbandes. Denn erst die Realisierung eines tragfähigen und zukunftsfähigen Geschäftserfolges der Unternehmen schafft die Basis für alle weiteren Anstrengungen zur Durchsetzung der brancheneigenen Interessen. Der Zentralverband konzipiert und realisiert in diesem Sinne eine erfolgsorientierte Marketingkommunikation und zielgruppengerechte Öffentlichkeitsarbeit.

### Weiterbildung
In enger Kooperation mit Industrie und Großhandel konzipiert und realisiert der Zentralverband Qualifizierungs- und Weiterbildungsmaßnahmen. Insbesondere die Ausbildung von spezialisierten Fachkräften mit zugleich hoher Generalisierung steht dabei im Mittelpunkt.

### Ausbildung
Der Zentralverband arbeitet an der Formulierung der Ausbildungsordnungen für die SHK-Berufe mit und unterstützt damit eine Imageverbesserung der entsprechenden Berufsbilder. Die Zahl der geeigneten Jugendlichen, die in den kommenden zwölf bis 15 Jahren als Auszubildende für das moderne Handwerk für Sanitär, Heizung und Klima zur Verfügung stehen, nimmt kontinuierlich ab.

### Technische Regeln
Der Zentralverband erstellt als zuständige fachlich-technische Vereinigung das technische Regelwerk für seine Handwerker. Er unterstützt die Landesinnungs- und -fachverbände bei der Erfüllung ihrer gesetzlichen und satzungsmäßigen Aufgaben. Insbesondere ist er tätig in betriebswirtschaftlicher, rechtlicher und organisatorischer Hinsicht.

## Mitglieder
Auf Länderebenen haben sich die Innungen des SHK-Handwerks zu 17 Landesinnungs- bzw. Landesfachverbänden zusammengeschlossen. Diese 17 Landesverbände sind Mitglieder des ZVSHK. Sie erfüllen Koordinierungsaufgaben für die Innungen und unterstützen die Mitgliedsbetriebe in der Arbeit vor Ort.